# Guardian of Scotland
Die Träger des Titels Guardian of Scotland (zu deutsch: Wächter Schottlands) übten im Königreich Schottland zwischen dem 13. und 16. Jahrhundert die Regentschaft aus. Dieser nicht dauerhafte und nicht erbliche Titel wurde erstmals während der Herrschaft des noch minderjährigen Alexander III. geschaffen und sollte in den folgenden Jahrhunderten immer wieder in Erscheinung treten. Zumeist war die Minderjährigkeit des Königs oder der Königin der Anlass für die erneute Auflegung des Titels, teilweise geschah dies auch aufgrund deren Abwesenheit oder schwerer Erkrankung. Während insbesondere zu Beginn oftmals eine ganze Gruppe von Männern die Regentschaft ausübten, war in späterer Zeit meist nur eine Person Guardian of Scotland. Von den über fünfzig Trägern des Titels waren vier Frauen, alle jeweils die Mutter des Throninhabers bzw. der Throninhaberin.
Auch wenn ein Guardian of Scotland eigentlich im Sinne des Herrschers regieren sollte, konnte dies nicht verhindern, dass immer wieder Inhaber des Titels ihre Macht nutzten, eigene Interessen in innerschottischen Machtkämpfen durchzusetzen. In der Geschichte des Titels gelang es aber nur zwei Guardians, Robert the Bruce und Robert the Stewart, später tatsächlich die Königswürde an sich zu reißen. Einer der einflussreichsten Guardians war wohl Robert Stewart, 1. Duke of Albany, der das Amt unter drei Königen (Robert II., Robert III., James I.), vier Mal innehatte und es insgesamt 22 Jahre ausübte. Die kürzeste Amtszeit hatte Domhnall II., Earl of Mar, der nur neun Tage nach seiner Ernennung in der Schlacht von Dupplin Moor fiel.
Bei aller Instrumentalisierung in innerschottischen Auseinandersetzungen leistete das Amt des Guardian of Scotland als institutionalisierte Ersatzregentschaft einen wichtigen Beitrag zum Erhalt der schottischen Krone in den häufigen Phasen der königlichen Regierungsunfähigkeit in Schottland. Nach der Herrschaft von James VI., dem ersten schottischen König, der auch England in Personalunion regierte, wurde der Titel nicht mehr vergeben.

## Liste der Guardians of Scotland

### Unter Alexander III. (1249–1261)
Alexander III. wurde mit sieben Jahren zum schottischen König gekrönt. Während der Zeit seiner Minderjährigkeit übten jeweils mehrere Männer in zwei miteinander rivalisierende Gruppen die Regentschaft aus.
- Robert de Keldeleth, Abt von Dunfermline (1249–1251), wurde für seine Unterstützung von Alan Durward zum Rücktritt gezwungen
- Alexander Comyn, Earl of Buchan (1249–1255)
- Walter Comyn, Lord of Badenoch (1249–1255)
- Uilleam, Earl of Mar (1249–1255)
- John de Balliol (1251–1255)
- Gamelin, Bischof von St Andrews (1251–1255), rückte für Robert de Keldeleth nach
- Alan Durward, (1255–1257)
- Alexander Stewart, High Stewart of Scotland (1255–1261)
- Patrick III., Earl of Dunbar (1255–1257)

### Unter Margarete (1286–1290) und während des Ersten Interregnums (1290–1292)
Nach dem plötzlichen Tod Alexanders III. 1286 war seine dreijährige Enkelin Margarete von Norwegen seine einzige lebende Nachkommin. Während ihrer Minderjährigkeit übte zunächst ein sechsköpfiges, von den schottischen Magnaten und Bischöfen gewähltes Kollegium die Regentschaft aus. Nach dem Tod von Alexander Comyn, 6. Earl of Buchan und der Ermordung des Earl of Fife 1289 blieben die vier verbliebenen Guardians weiter im Amt. Als Margarete 1290 während der Überfahrt von Norwegen nach Schottland starb, war die Thronfolge ungeklärt. Um einen Bürgerkrieg zu vermeiden, beauftragten die schottischen Bischöfe und Magnaten den englischen König Eduard I., über die Ansprüche der Anwärter auf den Thron zu entscheiden. Am 11. Juni 1291 übergaben die vier Guardians die Regentschaft an Eduard I., dieser ernannte sie neu und ergänzte sie um den englischen Baron Brian Fitzalan, 1. Baron Fitzalan. Nachdem John Balliol im November 1292 zum neuen König der Schotten bestimmt und eingesetzt worden war, legten die fünf Guardians ihr Amt nieder.
- Alexander Comyn, 6. Earl of Buchan (1286–1289)
- Duncan, 8. Earl of Fife (1286–1289)
- William Fraser, Bischof von St Andrews (1286–1292)
- Robert Wishart, Bischof von Glasgow (1286–1292)
- John Comyn, Lord of Badenoch (1286–1292)
- James Stewart, Stewart of Scotland (1286–1292)
- Brian Fitzalan, 1. Baron Fitzalan (1291–1292)

### Während des Zweiten Interregnums (1296–1306)
Während des Ersten Schottischen Unabhängigkeitskriegs wurden 1297 William Wallace und Andrew de Moray zu Guardians ernannt. Moray starb noch im selben Jahr. Nach der Niederlage in der Schlacht bei Falkirk 1298 legte Wallace sein Amt nieder. Daraufhin wurden an einem unbekannten Zeitpunkt zwischen Juli und Dezember 1298 Robert Bruce und John Comyn of Badenoch als neue Guardians gewählt. Als es zwischen diesen 1299 zu Spannungen kam, wurde am 12. August 1299 während einer Ratsversammlung in Peebles Bischof William de Lamberton als dritter, vermittelnder Guardian gewählt. Nach weiteren Streitigkeiten legte Bruce zwischen November 1299 und Mai 1300 sein Amt nieder. Zu seinem Nachfolger wurde während eines Parlaments am 10. Mai 1300 in Rutherglen Ingram de Umfraville bestimmt. Nach erneuten Streitigkeiten legten alle drei vermutlich Anfang 1301, spätestens im Mai 1301 ihr Amt nieder. Zum neuen, alleinigen Guardian wurde John de Soules bestimmt. Als dieser im Herbst 1302 als Gesandter nach Frankreich reiste, wurde wahrscheinlich John Comyn of Badenoch zu seinem Nachfolger bestimmt. Dieser handelte im Februar 1304 die schottische Kapitulation aus, nach der sich fast alle schottischen Rebellen dem englischen König unterwarfen.
- Andrew Murray (1297), erlag kurz nach seiner Ernennung seinen Verwundungen aus der Schlacht von Stirling Bridge
- William Wallace (1297–1298)
- John Comyn of Badenoch (1299–1301, 1303–1306)[8]
- Robert the Bruce, Earl of Carrick (1299–1300)
- William Lamberton, Bischof von St Andrews (1299–1301)
- Ingram de Umfraville (1300–1301)
- John de Soules (1301–1303)

Der englische König beanspruchte die schottische Krone nicht direkt, sondern versuchte offenbar, Schottland England einzugliedern. Dazu setzte er als Warden oder Lieutenant bezeichnete Statthalter ein, die gelegentlich ebenfalls als Guardian bezeichnet werden:
- John de Warenne, Earl of Surrey (1296–1297, 1298–1302)
- Bryan FitzAlan, Lord of Bedale (1297–1298)
- John Seagrave, 2. Baron Seagrave (1302–1305)
- John of Brittany, Earl of Richmond (1305–1306, 1307–1308)
- Aymer de Valence (1306–1307)
- Robert de Umfraville, 8. Earl of Angus (1308–1310)
- Piers Gaveston, 1. Earl of Cornwall (1311)

Aufgrund der Rückeroberung Schottlands unter König Robert I. wurde das Amt schließlich gegenstandslos, auch wenn König Eduard II. noch weitere Statthalter ernannte.

### Unter Robert the Bruce (1316–1317)
Für den Zeitraum seiner Abwesenheit aufgrund des Irland-Feldzugs benannte Robert the Bruce zwei Warden, die faktisch als Guardian of Scotland dienten:
- Walter Stewart, High Stewart of Scotland (1316–1317)
- James Douglas of Douglas (1316–1317)

### Unter David II. (1329–1341, 1347–1357)
Während der Jahre der Minderjährigkeit und bis zur Rückkehr David II. aus dem französischen Exil (1329–41), sowie später während der Gefangenschaft des Königs in England (1347–57) regierten eine Reihe von Guardians. Während der Zeit der Unmündigkeit geschah dies mit Billigung, später gegen den Willen des Königs.
- Thomas Randolph, Earl of Moray (1329–1332), starb überraschend an einer Krankheit
- Domhnall II., Earl of Mar (2. – 11. August 1332), fiel bei der Schlacht von Dupplin Moor
- Andrew Murray (1332–1333; 1335–1338), erste Amtszeit endete durch seine Gefangennahme durch die Engländer; die zweite Amtszeit währte bis zu seinem Tod
- Archibald Douglas (1333), fiel bei der Schlacht von Halidon Hill
- John Randolph, Earl of Moray (1334–1335), bis zur Gefangennahme durch die Engländer
- Robert Stewart, High Steward of Scotland (1334–1335, 1338–1341,[9] 1347–1351(?),[10] 1352–1357)

### Unter Robert II. (1388–1390)
Im hohen Alter wurde Robert II. senil und konnte die Regierungsgeschäfte nicht mehr ausüben.
- Robert Stewart, Duke of Albany (1388–1390)

### Unter Robert III. (1390–1406)
Robert III. wurde vermutlich 1387 durch den Tritt eines Pferdes schwer verletzt und war in der Folge teilweise gelähmt. Aufgrund seines Gebrechens wurden während seiner Regierungszeit Regenten ernannt.
- Robert Stewart, Duke of Albany (1390–1399; 1402–1406)
- David Stewart, Duke of Rothesay (1399–1402), wurde von Robert Stewart entmachtet und verhungerte in der Gefangenschaft

### Unter James I. (1406–1424)
James I. fiel bereits vor seiner Thronfolge in englische Gefangenschaft, aus der er erst 1424 zurückkehrte. Während dieser Zeit regierten nacheinander zwei Guardians Schottland gegen den Willen des Königs.
- Robert Stewart, Duke of Albany (1406–1420), starb eines natürlichen Todes
- Murdoch Stewart, Duke of Albany (1420–1424), wurde 1425 auf Befehl James I. hingerichtet

### Unter James II. (1437–1452)
James II. wurde bereits mit sieben Jahren zum König gekrönt. Bis zwei Jahre nach Erreichen der Volljährigkeit regierten eine ganze Reihe von Guardians Schottland, wobei dies ab 1439 ohne sein Einverständnis geschah und nicht lückenlos geklärt ist, wer tatsächlich zu welchem Zeitpunkt den Titel trug.
- Joan Beaufort, Königin von Schottland (1437–1439), Mutter von James II., wurde 1439 kurzzeitig inhaftiert und entmachtet
- Archibald Douglas, Earl of Douglas (1437–1439), starb 1439 an einer Krankheit
- James Douglas, Earl of Douglas (1439–1443), starb 1443 vermutlich eines natürlichen Todes; Titelinhaberschaft unklar
- Alexander Livingston of Callendar (1439–1449), beherbergte James II. in seinem Haus und wurde von William Douglas entmachtet; Titelinhaberschaft unklar
- William Chrichton, Lord Crichton (1439–1445?, möglicherweise 1449–1452), wurde um 1445 zunächst entmachtet gewann ab 1449 wieder Einfluss; Titelinhaberschaft unklar
- William Douglas, Earl of Douglas  (1443–1452), wurde von James II. ermordet, Titelinhaberschaft unklar

### Unter James III. (1460–1469)
James III. war bei seiner Krönung noch Minderjährig, so dass zunächst seine Mutter mit einem Ko-Regenten und später eine Reihe von Guardians die Herrschaft bis zu seiner Volljährigkeit ausübten. Erst die beiden letzten Guardians aus dem Hause Boyd scheinen gegen James III. Willen regiert zu haben und wurden von ihm nach Erreichen seiner Volljährigkeit entmachtet.
- Maria von Geldern (Königin), Königin von Schottland (1460–1463), Mutter von James III., starb 1463
- James Kennedy, Bischof von St Andrews (1460–1465)
- Robert Fleming, Lord Fleming (1465–1466?), auf Betreiben von Robert Boyd per Parlamentsbeschluss entmachtet
- Gilbert Kennedy, Lord Kennedy (1465–1466?), auf Betreiben von Robert Boyd per Parlamentsbeschluss entmachtet
- Robert Boyd, Lord Boyd (1466–1469), von James III. entmachtet
- Alexander Boyd (1466–1469), von James III. entmachtet

### Unter James IV. (1488–1493)
Nach der gewaltsamen Entmachtung von James III. wurde sein Sohn mit nur 15 Jahren als James IV. neuer König. Während der Zeit seiner Minderjährigkeit übten zwei Guardians die Regentschaft aus.
- Archibald Douglas, Earl of Angus (1488–1489), führte den Aufstand gegen James III. an
- Alexander Home, Lord Home (1488–1493), entmachtete Archibald Douglas

### Unter James V. (1515–1528)
James V. war bei seiner Krönung erst 17 Monate alt und wurde zwischen den drei Guardians in wechselnden Koalitionen als Faustpfand für die Regentschaft genutzt.
- Margaret Tudor, Königin von Schottland (1513–1515, 1524–1528), Mutter von James V., musste die Regentschaft nach der Heirat mit Archibald Douglas abgeben, wurde später erneut eingesetzt und befreite James V. aus der Gefangenschaft
- John Stewart, Duke of Albany (1515–1524)
- Archibald Douglas, Earl of Angus (1525–1528), erzwang die Mitregentschaft und hielt James V. bis 1528 gefangen

### Unter Mary Stuart (1542–1560)
Mary Stuart wurde im Alter von fünf Tagen zur Königin von Schottland gekrönt, wuchs aber von frühester Kindheit an in Frankreich auf. Während ihrer Minderjährigkeit und bis zu ihrer Rückkehr nach Schottland 1560 übten nacheinander zwei Guardians die Regentschaft aus:
- James Hamilton, Earl of Arran (1542–1554)
- Marie de Guise, Queen Consort (1554–1560)

### Unter James VI. (1567–1582)
James VI. wurde im Alter von einem Jahr zum schottischen König gekrönt. Während der Zeit seiner Minderjährigkeit übten insgesamt fünf Guardians die Regentschaft aus:
- James Stewart, Earl of Moray (1567–1570), fiel 1570 einem Attentat zum Opfer
- Matthew Stewart, Earl of Lennox (1570–1571), wurde 1571 niedergestochen
- John Erskine, Earl of Mar (1571–1572)
- James Douglas, Earl of Morton (1572–1578)
- Esmé Stewart, Duke of Lennox (1578–1582), nach Verhaftung und zehnmonatiger Haft nach Frankreich exiliert

Esmé Stewart war der letzte Guardian of Scotland. Ab 1603 wurden Schottland und England in Personalunion regiert und gingen 1707 schließlich durch den Act of Union 1707 im Königreich Großbritannien auf.